# گوزن فریادکش روزولت
آهوی فریادکش روزولت (نام علمی: Muntiacus rooseveltorum) نام یک گونه از سرده آهوی فریادکش است.